# Josef Srstka
Josef Srstka (27. května 1895 v Brumovicích – 1. června 1943  v Berlíně-Plötzensee) byl za první světové války příslušníkem československých legií v Srbsku a ve Francii. Po návratu do vlasti nastoupil dráhu důstojníka v prvorepublikové československé armádě. Po vypuknutí druhé světové války, nastolení Protektorátu Čechy a Morava a uvolnění důstojníků z armády pro civilní úkoly se bývalý plukovník generálního štábu Josef Srstka zapojil do ilegální odbojové činnosti v rámci organizace Obrana národa, kde zastával roli pokladníka. Koncem roku 1941 byl zatčen gestapem a o tři měsíce později odsouzen k trestu smrti za přípravu velezrady a zemězrady. Trest smrti byl vykonán v polovině roku 1943 v Berlíně.

## Životopis

### V legiích (1915–1918)
Po vypuknutí první světové války narukoval Josef Srstka dne 1. března 1915 do rakousko-uherské armády k 99. pěšímu pluku. V 99. pěším pluku v hodnosti praporčíka padl dne 20. června 1916 do zajetí. Do legií se přihlásil v září roku 1916 v Permské gubernii (Osa) a byl (27. listopadu 1916) zařazen (v hodnosti podporučíka) do 3. srbského dobrovolnického pluku. Do československé legie ve Francii byl zařazen 29. května 1918. Legie opouštěl s 21. pěším plukem v hodnosti kapitána.

### Průběh vojenské služby (1934–1938)
- Září 1934 až září 1936: Velitel dělostřeleckého pluku 331[5]
- Leden 1937 až listopad 1937: Velitel dělostřeleckého pluku 331[5]
- Rok 1938: Velitel dělostřeleckého pluku číslo 331 Příbram.[6]
- Od 25. září 1938 do 22. října 1938: Velitel na Velitelství dělostřelectva 4. rychlé divize[5]

### Za protektorátu

#### Josef Srstka a co o něm vědělo gestapo do roku 1941

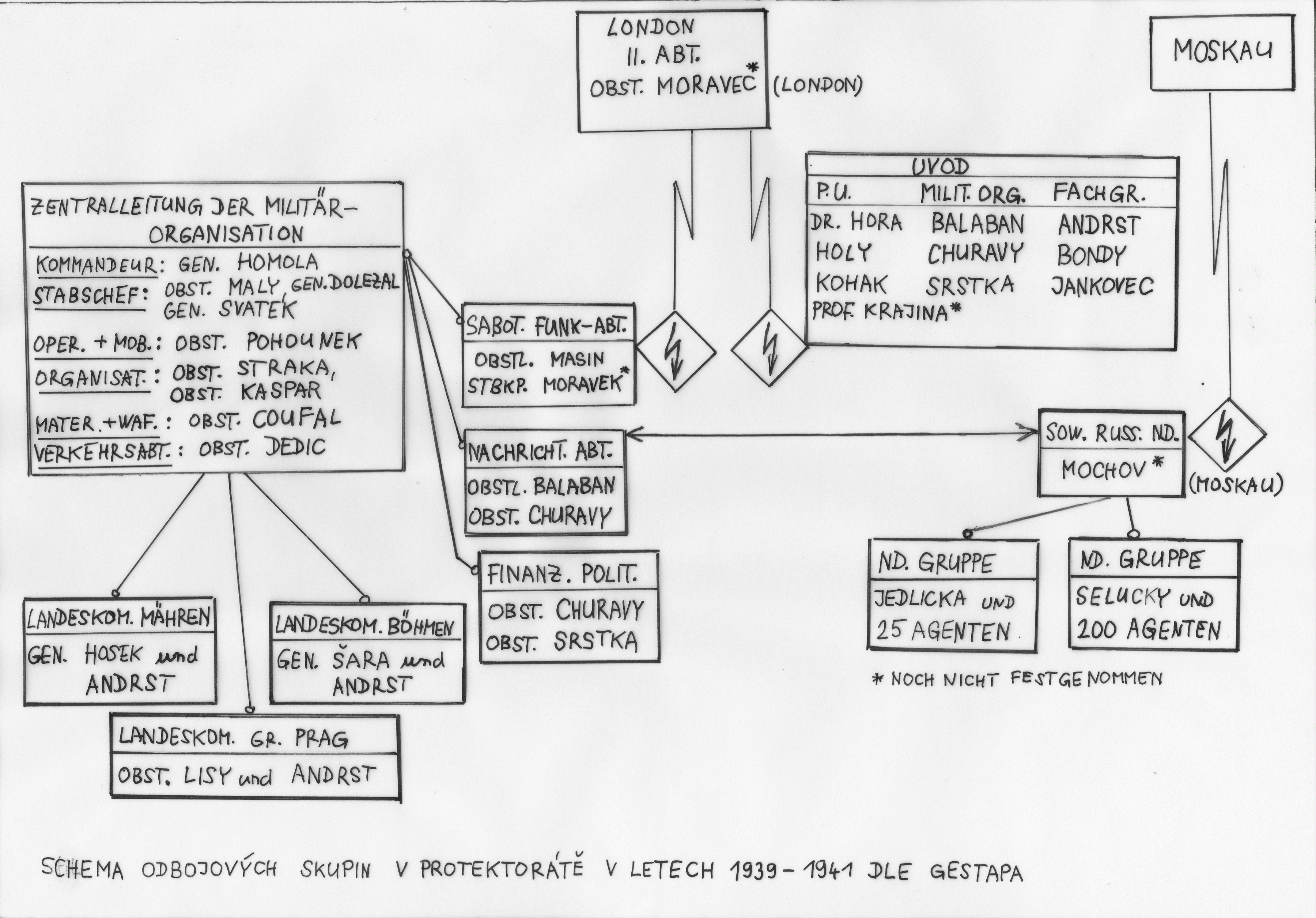
"Gestapácký pavouk" znázorňující Schéma činnosti a vedení některých odbojových skupin v protektorátu v letech 1939 až 1941

Zajímavý obrázek o tom, co všechno vědělo gestapo o odboji poskytuje "Schéma činnosti a vedení některých odbojových skupin v protektorátu v letech 1939 až 1941". Ze schématu je vidět, že k velkému obdélníku "ZENTRALLEITUNG DER MILITÄRORGANISATION" = Vrchní velení vojenské organizace (tím je míněna ilegální odbojová organizace Obrana národa – ON) je navázán malý "FINANZ. POLIT." = Finanzpolitik (Finanční politika). Zde jsou uvedena dvě jména: "OBST. CHURAVY" = plukovník Josef Churavý a "OBST. SRSTKA" = plukovník Josef Srstka. Gestapo tedy již v roce 1941 vědělo, že Josef Srstka úzce souvisí s financemi v ilegální organizaci ON.

#### Zatčení
V ilegální odbojové organizaci Obrana národa (ON) vykonával plukovník generálního štábu Josef Srstka funkci pokladníka. V domě na adrese Badeniho 290/1 Praha 1 (v letech 1940 až 1945 se ulice jmenovala Riethova – německy Benedikt-Rieth-Strasse) sídlila kavárna „Daliborka“. Dne 19. prosince 1941 byl Josef Srstka před touto kavárnou zatčen gestapem. Pokladní kniha Obrany národa, kterou u něj gestapo zabavilo posloužila jako důkazní materiál proti řadě zatčených odbojářů. (Kavárnu „Daliborka“ využívali během protektorátu k ilegálním schůzkám i další vysocí představitelé Obrany národa včetně plukovníka generálního štábu Josefa Churavého.)
Plukovník Josef Srstka v pokladní knize zaznamenával všechny příjmy a vydání vojenského odboje. Finanční částky byly zapsány pod fingovanými jmény. Během vyšetřování vyšlo najevo, že asi v listopadu roku 1941 předal Josef Srstka štábnímu kapitánu Václavu Morávkovi (na příkaz generála Bedřicha Homoly) dalších sto tisíc korun, které byly určeny pro „Frantu“ (agent A-54, Paul Thümmel), jenž podle Homolova sdělení pracoval pro českou věc již od roku 1938. Tak získalo pražské gestapo další střípek do mozaiky o „Zrádci X“, po kterém již delší čas pátralo.

#### Věznění, odsouzení, poprava
V hodnosti plukovníka generálního štábu byl dne 10. března 1943 odsouzen Lidovým soudním dvorem k trestu smrti za přípravu k velezradě a zemězradu (v rámci svých aktivit v ilegální odbojové organizaci Obrana národa) Dne 1. června 1943 byl popraven oběšením v Berlíně-Plötzensee (ve věku 48 let).

### Po druhé světové válce
Po druhé světové válce (30. července 1948) byl povýšen (in memoriam) do hodnosti brigádního generála.